# Зетелькастен

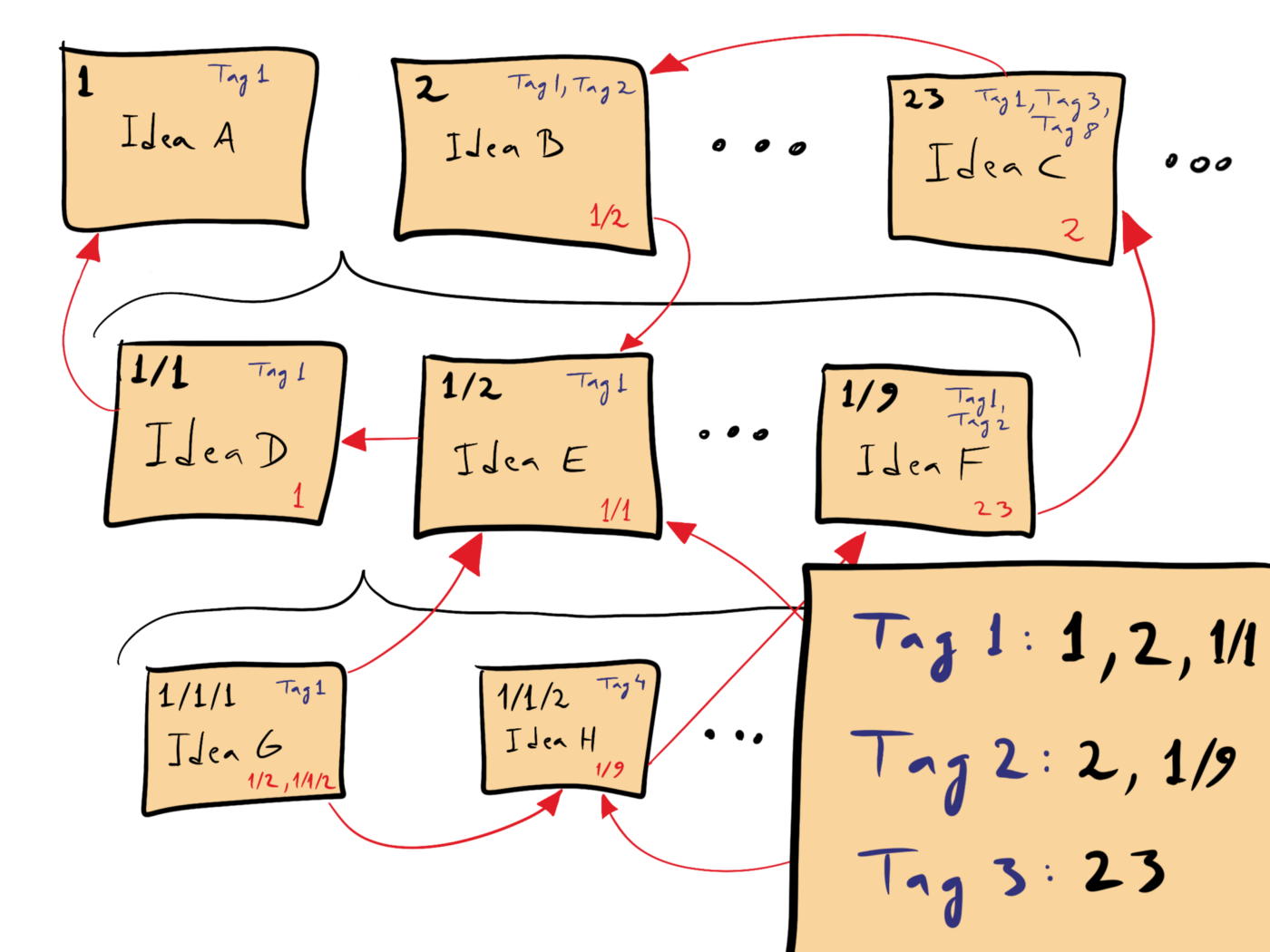
Зетелькастен складається з нотаток, що містять цифри, теги (сині) та перехресні покликання на інші нотатки (червоні). Індекс тегу (знизу праворуч) дозволяє тематичні перехресні покликання.

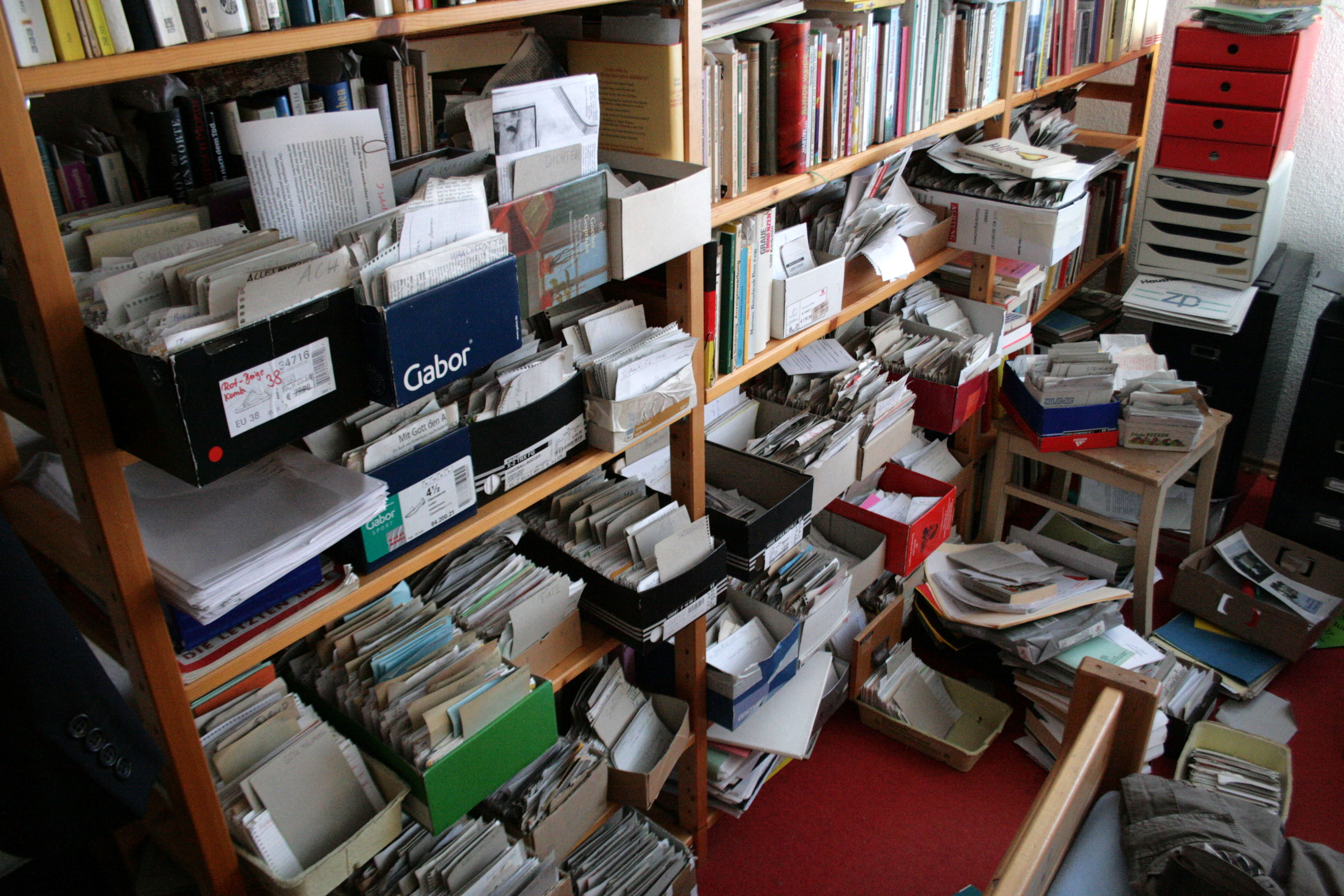
Матеріальний зетелькастен

Зетелькастен, або цетелькастен (нім. Zettelkasten — «коробка для аркушів») — це метод управління знаннями та ведення нотаток, що використовується в дослідженнях і навчанні.

## Метод
Зетелькастен складається з багатьох окремих нотаток з ідеями та іншою короткою інформацією, яка записується, коли вони виникають або отримуються. Нотатки пронумеровані в ієрархічному порядку, так що нові примітки можуть бути вставлені у відповідне місце та містять метадані, що дозволяють записувачу з'єднувати нотатки між собою. Наприклад, вони можуть містити теги, що описують ключові аспекти нотатки, і вони можуть посилатися на інші. Нумерація, метадані, формат та структура приміток можуть змінюватися залежно від застосовуваного методу.
Метод зетелькастен стає простішим при використанні цифрового нотування та відповідних програм для управління знаннями. Але його також можна використовувати для нотування на папері використовуючи індексні картки.
Метод не тільки дозволяє досліднику зберігати та отримувати інформацію, пов'язану з їхнім дослідженням, але також має на меті посилити творчі здібності. Перехресне покликання на нотатки за допомогою тегів дозволяє досліднику сприймати зв'язки та відношення між окремими елементами інформації, які можуть бути неочевидними окремо. Ці особливі властивості методу роблять зетелькастен дещо схожим на нейронну мережу.

## Історія
У формі паперових індексних карток, у коробках, зетелькастен здавна використовується окремими дослідниками та організаціями для управління інформацією, зокрема, у спеціалізованій формі бібліотечного каталогу. Вперше його увів у використання Конрад Геснер (1516—1565), а детально описав Йоган Якоб Мозер (1701—1785). Ідилія «Leben des Quintus Fixlein» 1794 року Жана Поля структурована відповідно до зетелькастена, у якому головний герой зберігає свою автобіографію.
Соціолог Ніклас Луман (1927—1998) відомий за широке використання цього методу. Луман створив для своїх досліджень зетелькастен з приблизно 90 000 індексних карток. Саме цьому методу приписують надзвичайну плодовитість його письма (понад 70 книг та 400 наукових статей). Він поєднав картки між собою, присвоївши кожному унікальний номер індексу на основі ієрархії розгалуження. Ці картотеки були оцифровані та опубліковані в Інтернеті у 2019 році. Луман описав зетелькастен як частину своїх досліджень теорії систем в есе «Kommunikation mit Zettelkästen».